# Óscar Bonfiglio
Óscar Bonfiglio Martínez (né le 5 octobre 1905 - mort le 4 novembre 1987) est un footballeur et entraîneur mexicain qui joue au poste de gardien de but. 
Surnommé El Yori, il participe à la Coupe du monde de football 1930 avec le Mexique.

## Biographie
Il est le premier gardien de but de l'histoire de la Coupe du monde à avoir encaissé un but, contre la France (but de Lucien Laurent).
En deux matchs, il encaisse dix buts dans le tournoi mais se distingue en repoussant un penalty tiré par l'Argentin Fernando Paternoster. Il est finalement le gardien ayant encaissé le plus de buts dans cette coupe du monde.
Il remporte le championnat du Mexique amateur en 1929 avec le club de Marte.
Son fils, Oscar Morelli (1936-2005) est un célèbre acteur mexicain.